# Uiryeong-eup
Uiryeong-eup (koreanska: 의령읍) är en köping i kommunen Uiryeong-gun i provinsen Södra Gyeongsang, i den centrala delen av Sydkorea, 260 km söder om huvudstaden Seoul. Det är kommunens största ort och dess administrativa huvudort.